# 쿠투즈

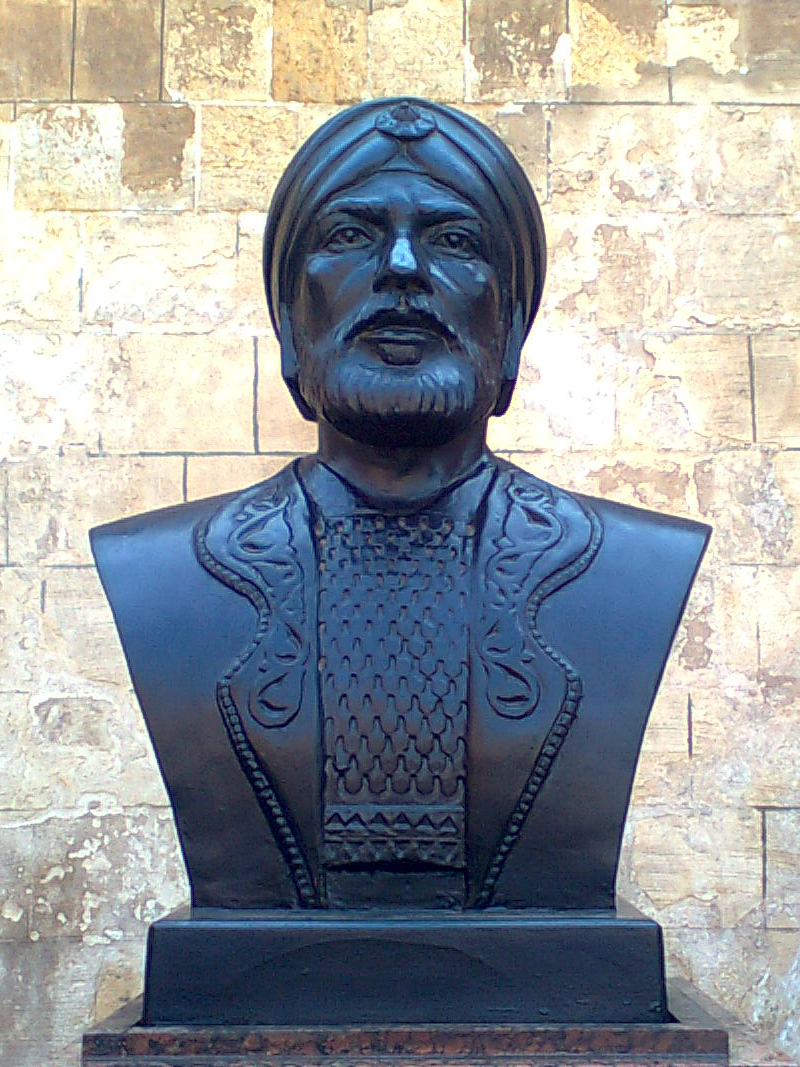

쿠투즈(Qutuz, 꾸투즈, 본명: 사이프 앗딘 쿠투즈, Sayf al-Din Qutuz, 아랍어: سيaf الدين قصuge, 1260년 10월 24일 사망, 로마자 표기 Kutuz 또는 Kotuz 및 전체 al-Malik al-Muẓaffar Sayf ad-Dīn Quṭuz(الملك المظfro سيبان الدين قص 의미: 'The Victorious King, 신앙의 검 쿠투즈')는 이집트의 맘루크 술탄이었다. 1259년부터 1260년 암살될 때까지 1년도 채 안되는 기간 동안 술탄으로 통치했지만, 20년 동안 사실상의 통치자로 재직했다.
이집트에 노예로 팔려간 그는 20년 넘게 부술왕에 오르며 왕위를 장악하는 권력자가 됐다. 1249~1250년에 이집트를 침공한 제7차 십자군을 물리치는 데 탁월했다. 1259년 이집트가 몽골의 위협을 받자 그는 군대를 장악하고 당시 통치하던 술탄인 15세 술탄 알 만수르 알리를 폐위시켰다. 시리아와 바그다드에 있던 이슬람 세력의 중심지는 몽골에 의해 정복되었고, 이슬람 제국의 중심지는 그들의 다음 목표가 된 이집트로 옮겨갔다. 쿠투즈는 이집트의 맘루크 군대를 북쪽으로 이끌고 이집트의 오랜 적 십자군과 조약을 맺은 몽골군과 맞서게 되었다.
아인잘루트 전투(Battle of Ain Jalut)는 1260년 9월 3일 갈릴리 남동부에서 이집트 맘루크 군대와 몽골 군대 사이에 벌어진 전투이다. 몽골군은 역사적 전환점으로 여겨지는 쿠투즈 군대에 의해 대패했다. 쿠투즈는 카이로로의 승리의 귀환 여정에서 동료 맘루크 지도자 바이바르스에 의해 암살되었다. 쿠투즈의 통치 기간은 짧았지만 이슬람 세계에서 가장 인기 있는 맘루크 술탄 중 한 명으로 알려져 있으며 이슬람 역사상 높은 지위를 차지하고 있다. 그의 이름 쿠투즈는 '사나운 짐승'을 의미한다. 다른 노예 아이들을 상대로 맹수처럼 싸웠기 때문에 이 이름을 얻었다.